# Tidaholm (Gemeinde)
Koordinaten: 58° 11′ N, 13° 57′ O

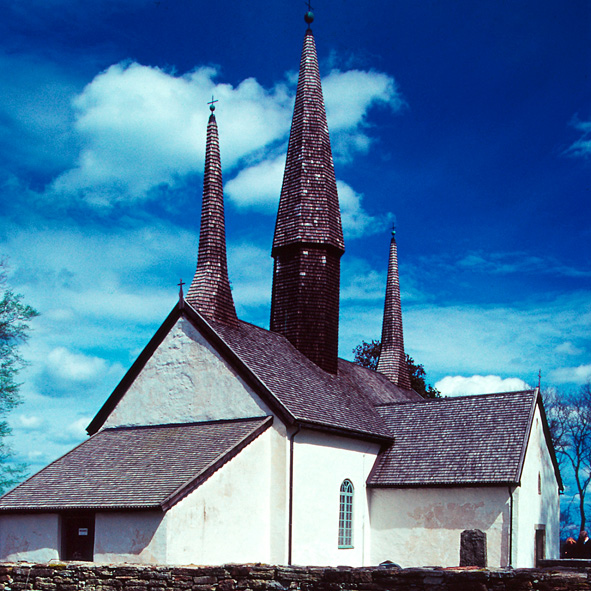
Mittelalterliche Kirche von Kungslena

Tidaholm ist eine Gemeinde (schwedisch kommun) in der schwedischen Provinz Västra Götalands län und der historischen Provinz Västergötland. Sie liegt im Gebiet zwischen den beiden Seen Vänern und Vättern. Der Hauptort der Gemeinde ist Tidaholm.

## Geographie
Die Gemeinde Tidaholm wird im Osten vom Bergrücken Hökensås, einem geologischen Horst, und im Westen von den Tafelbergen Varvsberget, Gerumsberget und Plantaberget begrenzt. Dazwischen liegt eine etwa 20 km breite Ebene, die vom Fluss Tidan von Süden nach Norden durchflossen wird.
Das Gebiet rund um die Tafelberge ist eine alte Kulturlandschaft und hat Anteil am Falbygden. Bei Dimbo, etwa 10 km westlich von Tidaholm liegt das größte Gräberfeld Västergötlands mit etwa 300 eisenzeitlichen Gräbern. 10 km nördlich von Dimbo liegt Kungslena, wo ein Denkmal an eine der großen mittelalterlichen Schlachten zwischen den Königsgeschlechtern Eriks und Sverkers erinnert, die von entscheidender Bedeutung für die Entwicklung Schwedens waren.
Einige Kilometer südlich davon fand einige Jahre später eine weitere Schlacht zwischen den beiden Widersachern Erik Knutsson und Sverker Karlsson statt, wobei aber dieser Ort historisch umstritten ist.

## Ortschaften
Die Gemeinde Tidaholm umfasst drei Ortsteile mit mehr als 200 Einwohnern (tätorter) und sieben Ortsteile mit mehr als 50 Einwohnern (småorter). Die Ortsteile sind (Stand 31. Dezember 2010):
| Ort                            | Fläche (ha) | Einwohner | Einstufung |
| ------------------------------ | ----------- | --------- | ---------- |
| Baltak                         | 18          | 61        | småort     |
| Bogshult och Stora Gälleberg   | 22          | 54        | småort     |
| Dimbo                          | 27          | 81        | småort     |
| Ekedalen                       | 54          | 404       | tätort     |
| Ekelid                         | 5           | 70        | småort     |
| Folkabo                        | 31          | 127       | småort     |
| Fröjered                       | 44          | 193       | småort     |
| Kungslena                      | 21          | 89        | småort     |
| Madängsholm                    | 81          | 425       | tätort     |
| Tidaholm                       | 570         | 8.027     | tätort     |
| Weitere kleinere Gemeindeteile | –           | 3.041     | –          |

## Wirtschaft
Tidaholm ist eine Industriegemeinde, wobei sich die Industrie auf den Zentralort konzentriert. Landwirtschaft gibt es vor allem entlang der Flüsse Tidan und Ösan. Fremdenverkehr spielt eine gewisse Rolle im Gebiet von Hökensås.

## Sehenswürdigkeiten
In Teilen der Gemeinde liegt die Kulturlandschaft Falbygden. Hier liegt auch das Herrenhaus Kavlås aus dem 14. Jahrhundert.

## Persönlichkeiten
- Hans Henrik von Essen (* 1755 auf Herrenhaus Kavlås, Gemeinde Tidaholm; † 1824 in Uddevalla), Reichsmarschall und Staatsmann